# 東土科技
北京東土科技股份有限公司，簡稱北京東土科技股份、北京東土科技，以及東土科技（英語：Kyland Technology Co., Ltd.，深交所：300353），於2000年由李平（董事長）於北京市石景山区实兴东街18号崇新创意大厦（總部）創立，前身為「北京依贝特科技有限公司」，以及「北京东土国际通讯技术有限公司」。
現時業務在國內經營机器与机器之间通信技术的研究，招股價為20.75元人民幣，發行新股為1,340万股，集資額為2.78億元人民幣，股份則在2012年9月27日於深圳證券交易所創業板上市。

## 連結
- Kyland.com.cn （页面存档备份，存于）